# Нуровская, Мария
Мария Нуровская (пол. Maria Nurowska; 3 марта 1944, Okółek, Подляское воеводство — 3 февраля 2022) — польская писательница, работавшая преимущественно в жанре эротической мелодрамы.

## Биография
Мария Нуровская родилась 3 марта 1944 года в Околке. Изучала польскую и славянскую филологию в университете Варшавы. 
Дебютировала в 1974 году в ежемесячном журнале «Литература». Популярность и признание критиков принесли писательнице уже первые книги: сборник рассказов «Не стреляйте в органиста» (1975) и роман «Моя жизнь с Марлоном Брандо» (1976). Нуровская была членом Ассоциации польских писателей (пол. Stowarzyszenie Pisarzy Polskich).
Умерла 3 февраля 2022 года.

## Произведения
курсиром указаны официальные названия русских переводов
- Nie strzelać do Organisty (1975)
- Moje życie z Marlonem Brando (1976)
- Po tamtej stronie śmierć (1977)
- Wyspa na lądzie (1979)
- Reszta świata (1981)
- Kontredans (1983)
- Sprawa honoru (1983)
- Innego życia nie będzie (1987) — Другой жизни не будет
- Postscriptum (1989)
- Hiszpańskie oczy (1990)
- Listy miłości (1991) — Письма любви
- Panny i wdowy — Saga: Zniewolenie (1991); Zdrada ;Poker (1991); Piołun (1992); Czyściec (1992)
- Gry małżeńskie (1994) — Супружеские игры
- Rosyjski kochanek (1996) — Мой русский любовник
- Wiek samotności (1996)
- Tango dla trojga (1997) — Танго втроём
- Miłośnica (1998)
- Niemiecki taniec (2000)
- Mój przyjaciel zdrajca (2002)
- Imię twoje — cykl: Imię twoje… (2002); Powrót do Lwowa (2005); Dwie miłości (2006);
- Gorzki romans (2003)
- Księżyc nad Zakopanem (2006)
- ANDERS (2008)
- Sprawa Niny S. (2009) — Дело Нины С.
- Nakarmić wilki (2010)
- Wybór Anny (2010)
- Requiem dla wilka (2011)
- Drzwi do piekła (2012)
- Dom na krawędzi (2012)
- Sergiusz, Czesław, Jadwiga (2013)

## Экранизации
- 1991 — «Panny i wdowy» (Panny i wdowy (англ.) на сайте Internet Movie Database)